# Boisse-Penchot
Boisse-Penchot é uma comuna francesa na região administrativa de Occitânia, no departamento de Aveyron. Estende-se por uma área de 4,64 km². Em 2010 a comuna tinha 526 habitantes (densidade: 113,4 hab./km²).